# Joyeux
Joyeux là một xã ở tỉnh Ain, vùng Auvergne-Rhône-Alpes thuộc miền đông nước Pháp.
of the bird flu virus H5N1 in France.

## Dân số
| 1962 | 1968 | 1975 | 1982 | 1990 | 1999 |
| ---- | ---- | ---- | ---- | ---- | ---- |
| 135  | 146  | 142  | 151  | 171  | 206  |

Starting in 1962: Population without duplicates